# 중외려행사
중외려행사(中外旅行社, 일본어: 中外旅行社, ちゅうがいりょこうしゃ 주가이료코샤[*])는 일본 도쿄도 다이토구에 있는 여행사이다. 재일 조선인의 국제여행이나 조선민주주의인민공화국으로의 도항을 맡고 있는 총련계 조선인 기업이다. 현재 대표자는 한정치(韓正治)이다. 일본 국적자의 조선민주주의인민공화국 도항이나 관광패키지 투어도 맡고 있다. 단 JATA의 지도로 인해 현재 사람들을 모으는 모집식 여행은 중지되어 있다. 고려항공(JS)과 조선국제려행사(KITC)의 일본총대리점이다.

## 조선민주주의인민공화국 도항
주로 아래의 경로를 통해 도항을 알선하고 있다.
- 베이징 경유 평양 행
  - 베이징 1박 후 평양
  - 베이징에서 환승 후 평양
- 선양 경유 평양 행
- 블라디보스토크 경유 평양 행